# 小泰爾薩河
小泰爾薩河（烏克蘭語：Мала Терса），是烏克蘭的河流，位於該國東部，屬於沃夫恰河的左支流，發源自罗兹多雷和皮薩里夫卡之間，流經第聶伯羅彼得羅夫斯克州，河道全長31公里，流域面積711平方公里。